# NbE 05–06
Die Tenderlokomotiven NbE 05–06 gehören zu einer Reihe von Lokomotiven der Achsfolge 1’C, die nach der preußischen Normalie MIII-4l gebaut wurden. Diese als preußische T 9.3 bezeichneten Loks wurden 1928 in der Werkstätte der Niederbarnimer Eisenbahn auf Heißdampf-Betrieb mit Lentz-Ventilsteuerung umgebaut. Sie wurden 1950 von der Deutschen Reichsbahn übernommen und als 91 9581–6582 bezeichnet. Die Lokomotiven waren bis Mitte der 1950er Jahre im Einsatz und wurden erst bis 1968 ausgemustert sowie verschrottet.

## Geschichte und Einsatz

### Niederbarnimer Eisenbahn 05 und 06
1928 erwarb die Niederbarnimer Eisenbahn zwei Lokomotiven der preußischen Gattung T 9.3, die für den Einsatz umgebaut werden sollten. Die NbE 05 war 1904 von Jung hergestellt worden, die NbE 06 1902 von Hohenzollern. Beide Lokomotiven waren zuerst bei der KED Erfurt und ab 1925 bei der Deutschen Reichsbahn im Einsatz, wo sie die Bezeichnungen 91 595 und 91 352 erhielten.
Die Niederbarnimer Eisenbahn ließ beide Lokomotiven in ihrer Werkstatt neben anderen Verbesserungen mit einem Überhitzer sowie mit Lentz-Ventilsteuerung ausrüsten. Danach wurden sie im Vorortverkehr eingesetzt. Die erhofften Einsparungen bei den Betriebsstoffen erreichten jedoch nicht die gewünschten Werte. Die Ventilsteuerung neigte zu schnellem Verschleiß und damit zu erhöhtem Dampfverbrauch.

### Deutsche Reichsbahn (1945–1993) 91 6581–6582
Beide Lokomotiven wurden 1950 von der Deutschen Reichsbahn mit den Betriebsnummern 91 6581 und 6582 eingereiht. 1950 waren alle beiden Loks in Basdorf stationiert.
Die 91 6581 wurde 1953 im Bahnbetriebswerk Frankfurt (Oder) Pbf geführt. Ab 1954 gilt die Lok als ausgemustert, stand jedoch noch 14 Jahre bis zu ihrer Verschrottung abgestellt.
Die 91 6582 war 1953 in Basdorf, 1956 wurde sie als Heizlokomotive im damaligen Reichsbahnausbesserungswerk Karl-Marx-Stadt verwendet. So war sie bis 1968 eingesetzt und wurde danach ebenfalls ausgemustert. Allerdings existieren Bilder aus dem Jahre 1964, auf denen die Lokomotive ausgeschlachtet ohne Kessel und Führerhaus zu sehen ist.

## Technische Merkmale
Umbauten von Nassdampflokomotiven auf Heißdampfbetrieb waren damals schon mehrfach praktiziert worden. Neu war die Ausführung mit Lentz-Ventilsteuerung. Die Werkstatt der NbE folgte den Vorschlägen von Gustav Wittfeld und rüstete die Lokomotiven mit einem Kleinrohrüberhitzer aus. Wittfeld hatte für diese Bauausführung die Ventilsteuerung empfohlen, da bei der Verwendung des Überhitzers die Gefahr der überhöhten Temperatur bei den Schiebern bestehen würde, und sie dadurch ihre Dichtfunktion nicht mehr ausführen könnten.
Der Antrieb der Ventilsteuerung wurde bei den Loks durch eine schwingende Nockenwelle gesteuert, die durch die Heusinger-Steuerung angetrieben wurde. Bis auf die stärkere Ausführung der Schieberkästen waren die Loks von der Ursprungsform der T 9.3 nicht zu unterscheiden.
Die Loks hatten beim Umbau neue Radkörper für die Treib- und Kuppelräder erhalten, sie unterschieden sich von der Ursprungsausführung durch die sichelförmige Anordnung der Gegengewichte. Der wesentlich vergrößerte Kohlenkasten der Loks beruht auf spätere Umbauten wegen der Braunkohlenfeuerung.